# Список літературних творів Тараса Шевченка

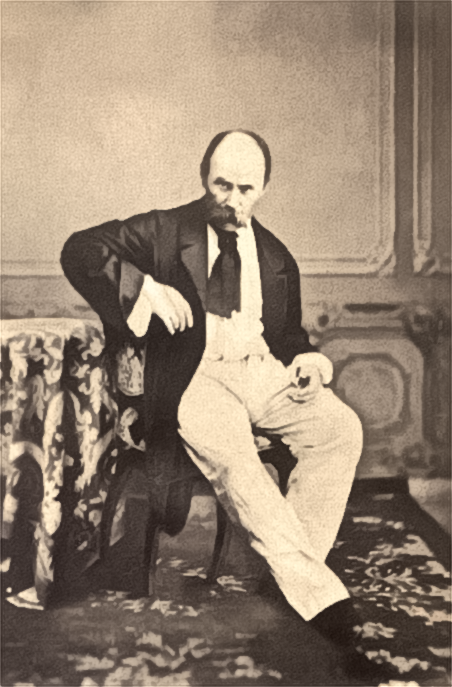
Тарас Шевченко, світлина 1859 року

Літературна спадщина Тараса Шевченка поділяється на поезії та прозу, перший його твір датований 1837 роком («Причинна»), а останній — 1861-м («Чи не покинуть нам, небого»). 

## Складова
Шевченко написав 237 віршів та поем, із них 235 українською та 2 російською мовами. Багато віршів Шевченка мають декілька варіантів. Зокрема відомі три редакції поеми «Відьма» (первісний варіант назви — «Осика», 1847), дві редакції поеми «Москалева криниця» (1847), дві редакції вірша «Лічу в неволі дні і ночі» тощо.
Проза Шевченка налічує 11 творів: 9 повістей, написаних російською мовою між 1852 та 1857 роками, уривок віршованої трагедії «Никита Гайдай» (1841) російською мовою та драма «Назар Стодоля» (1843), яка зберіглася в частковому українському перекладі (усі діалоги перекладено українською мовою, а всі описи дій залишилися російською). На сьогодні автографи літературних творів Шевченка зберігаються в Інституті літератури у Києві, який носить його ім'я.

## Поезії та проза
| №   | Назва                                      | Рік написання | Жанр    | Першодрук                                                               |
| --- | ------------------------------------------ | ------------- | ------- | ----------------------------------------------------------------------- |
| 1   | Причинна                                   | 1837          | балада  | «Ластівка» (1841)                                                       |
| 2   | Думка. Тече вода в синє море…              | 1838          | вірш    | «Ластівка» (1841)                                                       |
| 3   | Думка. Вітре буйний, вітре буйний!         | 1838          | вірш    | «Ластівка» (1841)                                                       |
| 4   | Думка. Тяжко-важко в світі жити…           | 1838          | вірш    | «Молодик» (1843)                                                        |
| 5   | Думка. Нащо мені чорні брови…              | 1838          | вірш    | «Кобзар» (1840)                                                         |
| 6   | Тарасова ніч                               | 1838          | поема   | «Кобзар» (1840)                                                         |
| 7   | На вічну пам'ять Котляревському            | 1838          | вірш    | «Ластівка» (1841)                                                       |
| 8   | Катерина                                   | 1838          | поема   | «Кобзар» (1840)                                                         |
| 9   | Перебендя                                  | 1838          | вірш    | «Кобзар» (1840)                                                         |
| 10  | Тополя                                     | 1838          | балада  | «Кобзар» (1840)                                                         |
| 11  | До Основ'яненка                            | 1838          | вірш    | «Кобзар» (1840)                                                         |
| 12  | Іван Підкова                               | 1838          | поема   | «Кобзар» (1840)                                                         |
| 13  | Думи мої, думи мої…                        | 1840          | вірш    | «Кобзар» (1840)                                                         |
| 14  | Н. Маркевичу                               | 1840          | вірш    | «Кобзар Тараса Шевченка» (1867)                                         |
| 15  | Никита Гайдай                              | 1841          | п'єса   | «Маяк» (1842)                                                           |
| 16  | Гайдамаки                                  | 1841          | поема   | «Ластівка» (1841)                                                       |
| 17  | Вітер з гаєм розмовляє…                    | 1841          | вірш    | «Вісник Європи» (1909)                                                  |
| 18  | Мар'яна-черниця                            | 1841          | поема   | «Основа» (1861)                                                         |
| 19  | Утоплена                                   | 1841          | балада  | «Молодик» (1843)                                                        |
| 20  | Слепая                                     | 1842          | поема   | «Киевская старина» (1886)                                               |
| 21  | Гамалія                                    | 1842          | поема   | «Гамалія: Соч. Т. Шевченки» (1844)                                      |
| 22  | Назар Стодоля                              | 1843          | п'єса   | «Основа» (1862)                                                         |
| 23  | Тризна                                     | 1843          | поема   | «Тризна. Т. Шевченка» (1844)                                            |
| 24  | Розрита могила                             | 1843          | вірш    | «Новые стихотворения Пушкина и Шевченки» (1859)                         |
| 25  | Чигрине, Чигрине…                          | 1844          | вірш    | «Вечерниці» (1863)                                                      |
| 26  | Сова                                       | 1844          | поема   | «Нова громада» (1906)                                                   |
| 27  | Дівичії ночі                               | 1844          | вірш    | «Нова громада» (1906)                                                   |
| 28  | Сон                                        | 1844          | поема   | «Поезії Тараса Шевченка» (1867)                                         |
| 29  | У неділю не гуляла…                        | 1844          | вірш    | «Луна» (1881)                                                           |
| 30  | Чого мені тяжко, чого мені нудно…          | 1844          | вірш    | «Основа» (1861)                                                         |
| 31  | Заворожи мені, волхве…                     | 1844          | вірш    | «Пантеон» (1856)                                                        |
| 32  | Гоголю                                     | 1844          | вірш    | «Новые стихотворения Пушкина и Шевченки» (1859)                         |
| 33  | Не завидуй багатому                        | 1845          | вірш    | «Основа» (1861)                                                         |
| 34  | Не женися на багатій…                      | 1845          | вірш    | «Основа» (1861)                                                         |
| 35  | Єретик                                     | 1845          | поема   | «Основа» (1861)                                                         |
| 36  | Сліпий                                     | 1845          | поема   | «Основа» (1861)                                                         |
| 37  | Великий льох                               | 1845          | поема   | «Dziennik Literacki» (1861)                                             |
| 38  | Стоїть в селі Суботові…                    | 1845          | вірш    | «Dziennik Literacki» (1861)                                             |
| 39  | Наймичка                                   | 1845          | поема   | «Записки о Южной Руси» (1857)                                           |
| 40  | Кавказ                                     | 1845          | поема   | «Новые стихотворения Пушкина и Шевченки» (1859)                         |
| 41  | І мертвим, і живим…                        | 1845          | вірш    | «Новые стихотворения Пушкина и Шевченки» (1859)                         |
| 42  | Холодний Яр                                | 1845          | вірш    | «Новые стихотворения Пушкина и Шевченки» (1859)                         |
| 43  | Давидові Псалми                            | 1845          | вірш    | «Букварь южнорусский» (1861)                                            |
| 44  | Маленькій Мар'яні                          | 1845          | вірш    | «Нова громада» (1906)                                                   |
| 45  | Минають дні, минають ночі...               | 1845          | вірш    | «Основа» (1861)                                                         |
| 46  | Три літа                                   | 1845          | вірш    | «Нова громада» (1906)                                                   |
| 47  | Як умру, то поховайте…                     | 1845          | вірш    | «Новые стихотворения Пушкина и Шевченки» (1859)                         |
| 48  | За що ми любимо Богдана?..                 | 1845          | вірш    | «Стара Україна» (1925)                                                  |
| 49  | Лілея                                      | 1846          | балада  | «Слово» (1862)                                                          |
| 50  | Русалка                                    | 1846          | балада  | «Вечерниці» (1862)                                                      |
| 51  | Відьма                                     | 1847          | поема   | «Шевченко Т. Поезія: У двох томах» (1927)                               |
| 52  | Згадайте, братія моя…                      | 1847          | вірш    | «Основа» (1862)                                                         |
| 53  | Ой одна я, одна…                           | 1847          | вірш    | «Народное чтение» (1860)                                                |
| 54  | За байраком байрак…                        | 1847          | вірш    | «Кобзарь Тараса Шевченка» (1867)                                        |
| 55  | Мені однаково, чи буду…                    | 1847          | вірш    | «Мета» (1863)                                                           |
| 56  | Не кидай матері, казали…                   | 1847          | вірш    | «Кобзарь Тараса Шевченка» (1867)                                        |
| 57  | Чого ти ходиш на могилу?..                 | 1847          | вірш    | «Хата» (1860)                                                           |
| 58  | Ой три шляхи широкії                       | 1847          | вірш    | «Основа» (1861)                                                         |
| 59  | Н. Костомарову                             | 1847          | вірш    | «Мета» (1863)                                                           |
| 60  | Садок вишневий коло хати…                  | 1847          | вірш    | «Народное чтение» (1859)                                                |
| 61  | Рано-вранці новобранці…                    | 1847          | вірш    | «Хата» (1860)                                                           |
| 62  | В неволі тяжко, хоча й волі…               | 1847          | вірш    | «Основа» (1861)                                                         |
| 63  | Косар                                      | 1847          | вірш    | «Основа» (1862)                                                         |
| 64  | Чи ми ще зійдемося знову…                  | 1847          | вірш    | «Основа» (1861)                                                         |
| 65  | Не спалося, а ніч, як море…                | 1847          | вірш    | «Кобзарь Тараса Шевченка» (1867)                                        |
| 66  | Княжна                                     | 1847          | поема   | «Хата» (1860)                                                           |
| 67  | N. N. («Сонце заходить, гори чорніють...») | 1847          | вірш    | «Кобзарь Тараса Шевченка» (1867)                                        |
| 68  | N. N. («Мені тринадцятий минало...»)       | 1847          | вірш    | «Кобзарь Тараса Шевченка» (1867)                                        |
| 69  | Не гріє сонце на чужині…                   | 1847          | вірш    | «Кобзар з додатком споминок про Шевченка Костомарова і Микешина» (1876) |
| 70  | Сон (Гори мої високії…)                    | 1847          | вірш    | «Кобзарь Тараса Шевченка» (1867)                                        |
| 71  | Іржавець                                   | 1847          | поема   | «Кобзарь Тараса Шевченка» (1867)                                        |
| 72  | N. N. («О думи мої! О славо злая!..»)      | 1847          | вірш    | ЗНТШ (1901)                                                             |
| 73  | Полякам                                    | 1847          | вірш    | «Dziennik Literacki» (1861)                                             |
| 74  | Чернець                                    | 1847          | поема   | «Основа» (1861)                                                         |
| 75  | Один у другого питаєм…                     | 1847          | вірш    | «Народное чтение» (1859)                                                |
| 76  | Самому чудно. А де ж дітись?               | 1847          | вірш    | «Кобзарь Тараса Шевченка» (1867)                                        |
| 77  | Ой стрічечка до стрічечки…                 | 1847          | вірш    | «Кобзарь Тараса Шевченка» (1867)                                        |
| 78  | Хустина                                    | 1847          | вірш    | «Народное чтение» (1859)                                                |
| 79  | А. О. Козачковському                       | 1847          | вірш    | «Основа» (1862)                                                         |
| 80  | Москалева криниця                          | 1847          | поема   | «Кобзар з додатком споминок про Шевченка Костомарова і Микешина» (1876) |
| 81  | То так і я тепер пишу…                     | 1847          | вірш    | «Кобзарь Тараса Шевченка» (1867)                                        |
| 82  | А нумо знову віршувать                     | 1848          | вірш    | «Кобзарь Тараса Шевченка» (1867)                                        |
| 83  | Варнак                                     | 1848          | поема   | «Кобзарь Тараса Шевченка» (1867)                                        |
| 84  | Ой гляну я, подивлюся…                     | 1848          | вірш    | «Кобзарь Тараса Шевченка» (1867)                                        |
| 85  | Та не дай, Господи, нікому…                | 1848          | вірш    | «Кобзарь Тараса Шевченка» (1867)                                        |
| 86  | У Бога за дверми лежала сокира…            | 1848          | вірш    | «Кобзарь Тараса Шевченка» (1867)                                        |
| 87  | Царі                                       | 1848          | поема   | «Kurjer Wileński» (1860)                                                |
| 88  | Добро, у кого є господа…                   | 1848          | вірш    | «Кобзарь Тараса Шевченка» (1867)                                        |
| 89  | Титарівна                                  | 1848          | поема   | «Кобзарь Тараса Шевченка» (1867)                                        |
| 90  | Ну що б, здавалося, слова…                 | 1848          | вірш    | «Кобзарь Тараса Шевченка» (1867)                                        |
| 91  | Мов за подушне, оступили…                  | 1848          | вірш    | «Кобзарь Тараса Шевченка» (1867)                                        |
| 92  | П. С.                                      | 1848          | вірш    | «Кобзарь Тараса Шевченка» (1867)                                        |
| 93  | Г. З.                                      | 1848          | вірш    | «Хата» (1860)                                                           |
| 94  | Якби зострілися ми знову…                  | 1848          | вірш    | «Кобзарь Тараса Шевченка» (1867)                                        |
| 95  | Марина                                     | 1848          | поема   | «Кобзарь Тараса Шевченка» (1867)                                        |
| 96  | Пророк                                     | 1848          | вірш    | «Кобзарь Тараса Шевченка» (1867)                                        |
| 97  | Сичі                                       | 1848          | вірш    | «Кобзарь Тараса Шевченка» (1867)                                        |
| 98  | Меж скалами, неначе злодій…                | 1848          | поема   | «Кобзарь Тараса Шевченка» (1867)                                        |
| 99  | За сонцем хмаронька пливе…                 | 1848          | вірш    | «Основа» (1861)                                                         |
| 100 | І небо невмите, і заспані хвилі…           | 1848          | вірш    | «Основа» (1861)                                                         |
| 101 | Думи мої, думи мої…                        | 1848          | вірш    | «Кобзарь Тараса Шевченка» (1867)                                        |
| 102 | І виріс я на чужині…                       | 1848          | вірш    | «Кобзарь Тараса Шевченка» (1867)                                        |
| 103 | Не для людей, тієї слави…                  | 1848          | вірш    | «Основа» (1861)                                                         |
| 104 | Коло гаю, в чистім полі…                   | 1848          | балада  | «Основа» (1862)                                                         |
| 105 | Якби мені черевики…                        | 1848          | вірш    | «Народное чтение» (1859)                                                |
| 106 | І багата я…                                | 1848          | вірш    | «Народное чтение» (1860)                                                |
| 107 | Полюбилася я…                              | 1848          | вірш    | «Народное чтение» (1860)                                                |
| 108 | Породила мене мати…                        | 1848          | вірш    | «Основа» (1862)                                                         |
| 109 | Ой я свого чоловіка…                       | 1848          | вірш    | «Кобзарь Тараса Шевченка» (1867)                                        |
| 110 | Ой виострю товариша…                       | 1848          | вірш    | «Кобзарь Тараса Шевченка» (1867)                                        |
| 111 | По улиці вітер віє…                        | 1848          | вірш    | «Основа» (1862)                                                         |
| 112 | Ой сяду я під хатою…                       | 1848          | вірш    | «Основа» (1862)                                                         |
| 113 | Закувала зозуленька…                       | 1848          | вірш    | «Основа» (1862)                                                         |
| 114 | Швачка                                     | 1848          | вірш    | «Кобзарь Тараса Шевченка» (1867)                                        |
| 115 | Ой не п'ються пива-меди…                   | 1848          | вірш    | «Кобзарь Тараса Шевченка» (1867)                                        |
| 116 | На улиці невесело…                         | 1848          | вірш    | «Кобзарь Тараса Шевченка» (1867)                                        |
| 117 | У тієї Катерини…                           | 1848          | балада  | «Кобзарь Тараса Шевченка» (1867)                                        |
| 118 | Із-за гаю сонце сходить…                   | 1848          | вірш    | «Кобзарь Тараса Шевченка» (1867)                                        |
| 119 | Ой пішла я у яр за водою…                  | 1848          | вірш    | «Кобзарь Тараса Шевченка» (1867)                                        |
| 120 | Не так тії вороги…                         | 1848          | вірш    | «Кобзарь Тараса Шевченка» (1867)                                        |
| 121 | Ой люлі, люлі, моя дитино…                 | 1848          | вірш    | «Основа» (1862)                                                         |
| 122 | Ой чого ти почорніло…                      | 1848          | вірш    | «Основа» (1861)                                                         |
| 123 | Туман, туман долиною…                      | 1848          | вірш    | «Основа» (1862)                                                         |
| 124 | У неділеньку у святую…                     | 1848          | вірш    | «Кобзарь Тараса Шевченка» (1867)                                        |
| 125 | У перетику ходила…                         | 1848          | вірш    | «Кобзарь Тараса Шевченка» (1867)                                        |
| 126 | У неділеньку та ранесенько…                | 1848          | вірш    | «Кобзарь Тараса Шевченка» (1867)                                        |
| 127 | Не тополю високую…                         | 1848          | вірш    | «Кобзарь Тараса Шевченка» (1867)                                        |
| 128 | Утоптала стежечку…                         | 1848          | вірш    | «Кобзарь Тараса Шевченка» (1867)                                        |
| 129 | І широкую долину…                          | 1848          | вірш    | «Народноечтение» (1860)                                                 |
| 130 | Навгороді коло броду…                      | 1848          | вірш    | «Основа» (1861)                                                         |
| 131 | Якби мені, мамо, намисто…                  | 1848          | вірш    | «Основа» (1861)                                                         |
| 132 | Не хочу я женитися…                        | 1848          | вірш    | «Кобзарь Тараса Шевченка» (1867)                                        |
| 133 | Чума                                       | 1848          | вірш    | «Кобзарь Тараса Шевченка» (1867)                                        |
| 134 | І знов мені не привезла…                   | 1848          | вірш    | «Кобзарь Тараса Шевченка» (1867)                                        |
| 135 | В неволі, в самоті немає…                  | 1848          | вірш    | «Основа» (1862)                                                         |
| 136 | Ой умер старий батько…                     | 1848          | вірш    | «Кобзарь Тараса Шевченка» (1867)                                        |
| 137 | Не вернувся із походу…                     | 1848          | вірш    | «Народное чтение» (1860)                                                |
| 138 | У Вільні, городі преславнім…               | 1848          | вірш    | «Кобзар з додатком споминок про Шевченка Костомарова і Микешина» (1876) |
| 139 | Заступила чорна хмара…                     | 1848          | поема   | «Кобзарь Тараса Шевченка» (1867)                                        |
| 140 | Не додому вночі йдучи…                     | 1848          | вірш    | «Хата» (1860)                                                           |
| 141 | Неначе степом чумаки…                      | 1849          | вірш    | «Кобзарь Тараса Шевченка» (1867)                                        |
| 142 | Сотник                                     | 1849          | поема   | «Кобзарь Тараса Шевченка» (1867)                                        |
| 143 | Як маю я журитися…                         | 1849          | вірш    | «Основа» (1861)                                                         |
| 144 | Нащо мені женитися?..                      | 1849          | вірш    | «Хата» (1860)                                                           |
| 145 | Ой крикнули сірії гуси…                    | 1849          | вірш    | «Основа» (1861)                                                         |
| 146 | Якби тобі довелося…                        | 1849          | поема   | «Кобзарь Тараса Шевченка» (1867)                                        |
| 147 | Заросли шляхи тернами…                     | 1849          | вірш    | «Кобзарь Тараса Шевченка» (1867)                                        |
| 148 | Зацвіла в долині…                          | 1849          | вірш    | «Основа» (1862)                                                         |
| 149 | У нашім раї на землі                       | 1849          | вірш    | «Основа» (1862)                                                         |
| 150 | На Великдень, на соломі…                   | 1849          | вірш    | «Основа» (1862)                                                         |
| 151 | Було, роблю що, чи гуляю…                  | 1849          | вірш    | «Кобзарь Тараса Шевченка» (1867)                                        |
| 152 | Буває, іноді старий…                       | 1849          | вірш    | «Кобзарь Тараса Шевченка» (1867)                                        |
| 153 | Хіба самому написать…                      | 1849          | вірш    | «Кобзарь Тараса Шевченка» (1867)                                        |
| 154 | Дурні та гордії ми люди…                   | 1849          | вірш    | «Україна» (1907)                                                        |
| 155 | І золотої й дорогої…                       | 1849          | вірш    | «Кобзарь Тараса Шевченка» (1867)                                        |
| 156 | Ми вкупочці колись росли…                  | 1849          | вірш    | «Кобзарь Тараса Шевченка» (1867)                                        |
| 157 | Готово! Парус розпустили…                  | 1849          | вірш    | «Кобзарь Тараса Шевченка» (1867)                                        |
| 158 | Ми восени таки похожі…                     | 1849          | вірш    | «Кобзарь Тараса Шевченка» (1867)                                        |
| 159 | Лічу в неволі дні і ночі…                  | 1850          | вірш    | «Кобзар з додатком споминок про Шевченка Костомарова і Микешина» (1876) |
| 160 | Ми заспівали, розійшлись…                  | 1850          | вірш    | «Кобзарь Тараса Шевченка» (1867)                                        |
| 161 | Не молилася за мене…                       | 1850          | вірш    | «Хата» (1860)                                                           |
| 162 | Петрусь                                    | 1850          | поема   | «Основа» (1862)                                                         |
| 163 | Мені здається, я не знаю…                  | 1850          | вірш    | «Кобзарь Тараса Шевченка» (1867)                                        |
| 164 | Якби ви знали, паничі…                     | 1850          | вірш    | «Правда» (1876)                                                         |
| 165 | Буває, в неволі іноді згадаю…              | 1850          | вірш    | «Кобзарь Тараса Шевченка» (1867)                                        |
| 166 | І станом гнучим і красою…                  | 1850          | вірш    | «Кобзарь Тараса Шевченка» (1867)                                        |
| 167 | Огні горять, музика грає…                  | 1850          | вірш    | «Иллюстрация» (1861)                                                    |
| 168 | Чи то недоля та неволя…                    | 1850          | вірш    | «Кобзарь Тараса Шевченка» (1867)                                        |
| 169 | На батька бісового я трачу…                | 1850          | вірш    | «Кобзарь Тараса Шевченка» (1867)                                        |
| 170 | І досі сниться: під горою…                 | 1850          | вірш    | «Основа» (1861)                                                         |
| 171 | Наймичка                                   | 1853          | повість | «Киевская старина» (1886)                                               |
| 172 | Варнак                                     | 1853          | повість | «Киевская старина» (1886)                                               |
| 173 | Княгиня                                    | 1853          | повість | «Киевская старина» (1884)                                               |
| 174 | Музикант                                   | 1855          | повість | «Киевская старина» (1887)                                               |
| 175 | Нещасний                                   | 1855          | повість | «Исторический вестник» (1881)                                           |
| 176 | Капітанша                                  | 1855          | повість | «Киевская старина» (1887)                                               |
| 177 | Близнюки                                   | 1855          | повість | «Киевская старина» (1886)                                               |
| 178 | Художник                                   | 1856          | повість | «Киевская старина» (1887)                                               |
| 179 | Москалева криниця                          | 1857          | поема   | «Основа» (1861)                                                         |
| 180 | Неофіти                                    | 1857          | поема   | «Основа» (1862)                                                         |
| 181 | Юродивий                                   | 1857          | вірш    | «Варіанти на декотрі Шевченкові твори» (1901)                           |
| 182 | Прогулянка з задоволенням і не без моралі  | 1858          | повість | «Киевская старина» (1887)                                               |
| 183 | Доля                                       | 1858          | вірш    | «Хата» (1860)                                                           |
| 184 | Муза                                       | 1858          | вірш    | «Основа» (1862)                                                         |
| 185 | Слава                                      | 1858          | вірш    | «Основа» (1862)                                                         |
| 186 | Відьма                                     | 1858          | поема   | «Вечерниці» (1862)                                                      |
| 187 | Лічу в неволі дні і ночі…                  | 1858          | вірш    | «Основа» (1862)                                                         |
| 188 | Сон (На панщині пшеницю жала)              | 1858          | вірш    | «Русская беседа» (1859)                                                 |
| 189 | Я не нездужаю, нівроку…                    | 1858          | вірш    | «Поезії Тараса Шевченка» (1867)                                         |
| 190 | Подражаніє 11 псалму                       | 1859          | вірш    | «Основа» (1861)                                                         |
| 191 | Марку Вовчку                               | 1859          | вірш    | «Кобзарь Тараса Шевченка» (1867)                                        |
| 192 | Ісаія. Глава 35 (Подражаніє)               | 1859          | вірш    | «Основа» (1861)                                                         |
| 193 | N. N. Така, як ти, колись лілея…           | 1859          | вірш    | «Кобзар з додатком споминок про Шевченка Костомарова і Микешина» (1876) |
| 194 | Невольник                                  | 1859          | поема   | «Основа» (1861)                                                         |
| 195 | Мій Боже милий, знову лихо!..              | 1859          | вірш    | «Кобзар» (1878)                                                         |
| 196 | Ой по горі роман цвіте…                    | 1859          | вірш    | «Хата» (1860)                                                           |
| 197 | Ой маю, маю я оченята…                     | 1859          | вірш    | «Кобзарь Тараса Шевченка» (1867)                                        |
| 198 | Сестрі                                     | 1859          | вірш    | «Основа» (1861)                                                         |
| 199 | Колись, дурною головою…                    | 1859          | вірш    | «Основа» (1862)                                                         |
| 200 | Якби-то ти, Богдане п'яний…                | 1859          | вірш    | «Кобзар з додатком споминок про Шевченка Костомарова і Микешина» (1876) |
| 201 | Во Іудеї во дні они…                       | 1859          | вірш    | «Кобзарь Тараса Шевченка» (1867)                                        |
| 202 | Марія                                      | 1859          | поема   | «Кобзар з додатком споминок про Шевченка Костомарова і Микешина» (1876) |
| 203 | Подражаніє Едуарду Сові                    | 1859          | вірш    | «Основа» (1862)                                                         |
| 204 | Подражаніє Ієзекіїлю. Глава 19             | 1859          | вірш    | ЗНТШ (1901)                                                             |
| 205 | Осія. Глава XIV. Подражаніє                | 1859          | вірш    | «Кобзар з додатком споминок про Шевченка Костомарова і Микешина» (1876) |
| 206 | Дівча любе, чорнобриве…                    | 1860          | вірш    | «Кобзарь Тараса Шевченка» (1867)                                        |
| 207 | Ой діброво — темний гаю!..                 | 1860          | вірш    | «Кобзарь Тараса Шевченка» (1867)                                        |
| 208 | Подражаніє сербському                      | 1860          | вірш    | «Кобзарь Тараса Шевченка» (1867)                                        |
| 209 | Молитва                                    | 1860          | вірш    | «Кобзар з додатком споминок про Шевченка Костомарова і Микешина» (1876) |
| 210 | Царів, кровавих шинкарів…                  | 1860          | вірш    | «Кобзар з додатком споминок про Шевченка Костомарова і Микешина» (1876) |
| 211 | Злоначинающих спини…                       | 1860          | вірш    | «Основа» (1861)                                                         |
| 212 | Колись-то ще, во время оно…                | 1860          | вірш    | «Кобзарь Тараса Шевченка» (1867)                                        |
| 213 | Тим неситим очам…                          | 1860          | вірш    | «Кобзар з додатком споминок про Шевченка Костомарова і Микешина» (1876) |
| 214 | Плач Ярославни                             | 1860          | вірш    | «Вечерниці» (1863)                                                      |
| 215 | В Путивлі-граді вранці-рано…               | 1860          | вірш    | «Вечерниці» (1863)                                                      |
| 216 | З передсвіта до вечора…                    | 1860          | вірш    | «Кобзарь Тараса Шевченка» (1867)                                        |
| 217 | Умре муж велій в власяниці…                | 1860          | вірш    | «Кобзар з додатком споминок про Шевченка Костомарова і Микешина» (1876) |
| 218 | Гімн черничий                              | 1860          | вірш    | «Кобзар з додатком споминок про Шевченка Костомарова і Микешина» (1876) |
| 219 | Над Дніпровою сагою…                       | 1860          | вірш    | «Основа» (1861)                                                         |
| 220 | Росли укупочці, зросли…                    | 1860          | вірш    | «Основа» (1862)                                                         |
| 221 | Світе ясний! Світе тихий!..                | 1860          | вірш    | «Провідні ідеї в письмах Тараса Шевченка» (1872)                        |
| 222 | Ликері                                     | 1860          | вірш    | «Основа» (1862)                                                         |
| 223 | Барвінок цвів і зеленів…                   | 1860          | вірш    | «Основа» (1862)                                                         |
| 224 | І Архімед, і Галілей…                      | 1860          | вірш    | «Кобзар з додатком споминок про Шевченка Костомарова і Микешина» (1876) |
| 225 | Л.                                         | 1860          | вірш    | «Основа» (1862)                                                         |
| 226 | Не нарікаю я на Бога…                      | 1860          | вірш    | «Основа» (1861)                                                         |
| 227 | Саул                                       | 1860          | вірш    | «Кобзар з додатком споминок про Шевченка Костомарова і Микешина» (1876) |
| 228 | Минули літа молодії…                       | 1860          | вірш    | «Основа» (1861)                                                         |
| 229 | Титарівна-Немирівна…                       | 1860          | вірш    | «Основа» (1861)                                                         |
| 230 | Хоча лежачого й не б'ють…                  | 1860          | вірш    | «Кобзар з додатком споминок про Шевченка Костомарова і Микешина» (1876) |
| 231 | І тут, і всюди — скрізь погано…            | 1860          | вірш    | «Основа» (1861)                                                         |
| 232 | О люди! люди небораки!..                   | 1860          | вірш    | «Основа» (1861)                                                         |
| 233 | Якби з ким сісти хліба з'їсти…             | 1860          | вірш    | «Основа» (1861)                                                         |
| 234 | І день іде, і ніч іде…                     | 1860          | вірш    | «Основа» (1861)                                                         |
| 235 | Тече вода з-під явора…                     | 1860          | вірш    | «Основа» (1861)                                                         |
| 236 | Якось-то йдучи уночі…                      | 1860          | вірш    | «Кобзар з додатком споминок про Шевченка Костомарова і Микешина» (1876) |
| 237 | Бували войни й військовії свари…           | 1860          | вірш    | «Кобзар з додатком споминок про Шевченка Костомарова і Микешина» (1876) |
| 238 | Н. Т.                                      | 1860          | вірш    | «Кобзар з додатком споминок про Шевченка Костомарова і Микешина» (1876) |
| 239 | Зійшлись, побрались, поєднались…           | 1860          | вірш    | «Основа» (1861)                                                         |
| 240 | Кума моя і я…                              | 1860          | вірш    | ЗНТШ (1913)                                                             |
| 241 | Чи не покинуть нам, небого                 | 1861          | вірш    | «Основа» (1861)                                                         |